# Neuroleon basilineatus
Neuroleon basilineatus är en insektsart som beskrevs av Fraser 1952. Neuroleon basilineatus ingår i släktet Neuroleon och familjen myrlejonsländor. Inga underarter finns listade i Catalogue of Life.